# گارلیتسا دوخوونا
گارلیتسا دوخوونا (به لهستانی:  Garlica Duchowna) یک روستا در لهستان است که در گمینا ژلونکی واقع شده‌است. گارلیتسا دوخوونا  ۲۰۰ نفر جمعیت دارد.